# Palaeeudyptes
Palaeeudyptes — викопний рід пінгвінів, що існував упродовж еоцену та олігоцену (50—27 млн років тому).

## Опис
За розмірами Palaeeudyptes були більшими, ніж сучасні пінгвіни, причому найдрібніші види сягали розмірів пінгвіна імператорського, а найбільші — близько 2 метрів заввишки.

## Скам'янілості
Два види, P. gunnari і P. klekowskii, відомі з численних решток, знайдених у середньо- або пізньоеоценових відкладеннях (від 34 до 50 млн років тому) формації Ла Месета на острові Сеймур в Антарктиці. P. antarcticus, перший описаний викопний пінгвін, відомий лише з одного неповного тарсометатаруса, знайденого у пізньоолігоценовому вапняку формації Отекаїке (23—28 млн років) у місті Какану, Нова Зеландія. Другий вид з Нової Зеландії, P. marplesi, відомий з фрагментів скелета, в основному кісток ніг, з середнього або пізнього еоцену формації Бернсайда (34 до 40 млн років. До цих видів також попередньо віднесено низку інших решток. Проблема з невизначеними новозеландськими фосиліями полягає в тому, що вони принаймні частково мають проміжні розміри між двома видами. Можливо, P. marplesi еволюціонував на менший P. antarcticus. Кістки, невіднесені до жодного з видів, також були виявлені на острові Сеймур, але в цих випадках вони можуть бути неповнолітніми особами або просто занадто пошкоджені, щоб мати діагностичну цінність.
Крім того, неповний правий тибіотарсус та одна ліва плечова кістка представника роду були знайдені поблизу Аделаїди в Австралії. Також часткова плечова кістка, що належала Palaeeudyptes, виявлена на півдні Чилі.
Викопний рід Wimanornis, що описаний на рештках двох плечових кісток, можливо, є синонімом P. gunnari.